# Pfarrkirche Wartberg im Mürztal

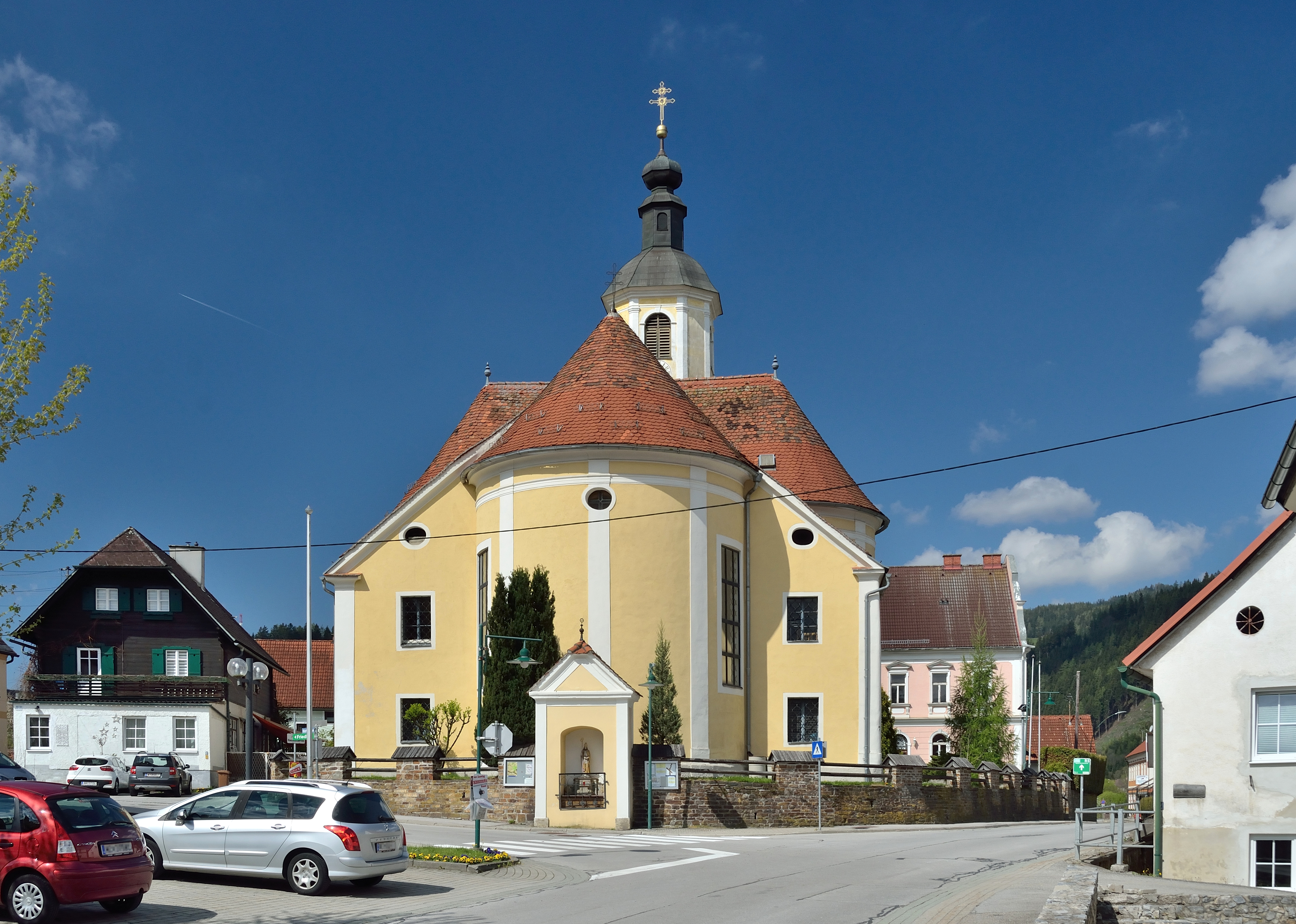
Katholische Pfarrkirche hl. Erhard in Wartberg im Mürztal

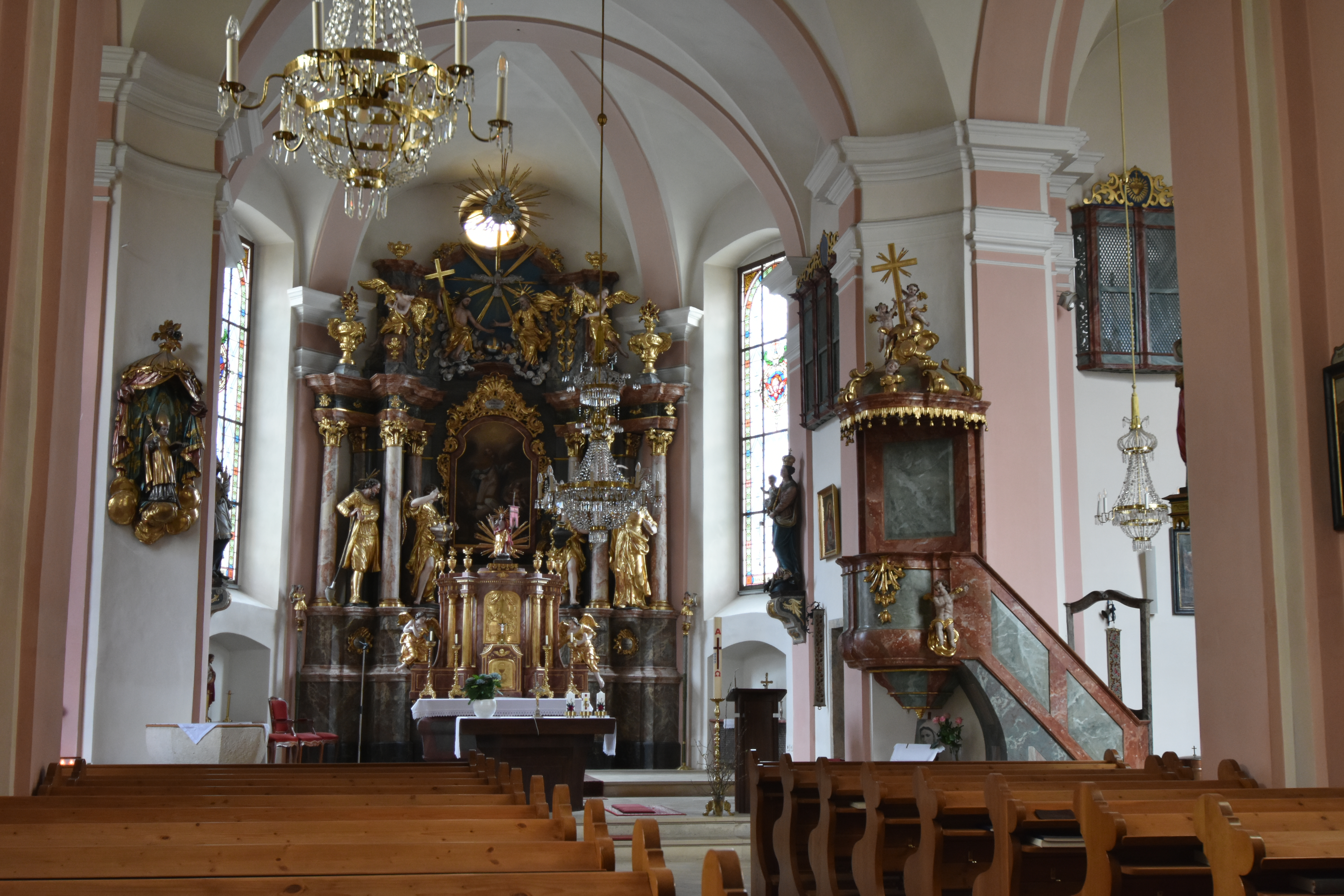
Langhaus, Blick zum Chor

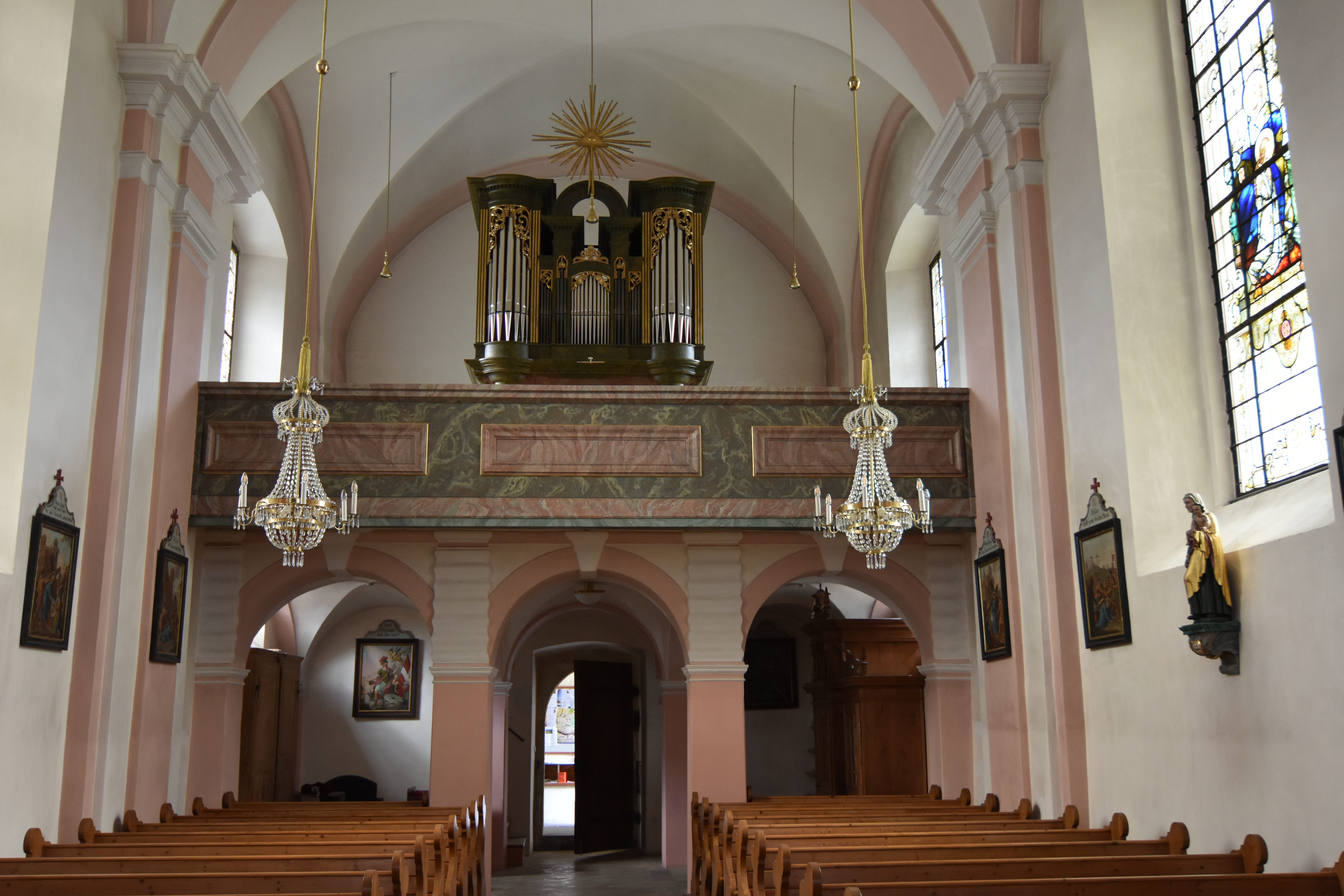
Langhaus, Blick zur Empore

Die römisch-katholische Pfarrkirche Wartberg im Mürztal steht in der Ortschaft Wartberg im Mürztal der Marktgemeinde Sankt Barbara im Mürztal im Bezirk Bruck-Mürzzuschlag in der Steiermark. Die dem Patrozinium des Heiligen Erhard von Regensburg unterstellte Pfarrkirche gehört zur Region Obersteiermark Ost (Dekanat Mürztal) in der Diözese Graz-Seckau. Die Kirche steht unter Denkmalschutz (Listeneintrag).

## Geschichte
Urkundlich wurde 1407 eine Kirche als Filiale der Pfarrkirche Krieglach genannt. Die Pfarre wurde 1785 gegründet.
Die heutige Kirche wurde von 1730 bis 1731 nach den Plänen des Baumeisters Remigius Horner nach dem Vorbild der Pöllauer Stiftskirche erbaut. Der Turm erlitt 1735 einen Brand und wurde 1737 wiederhergestellt. 1937 war eine Innenrestaurierung, 1958 eine Außenrestaurierung.

## Architektur
Der viergeschoßige Westturm hat ein achtseitiges Glockengeschoß und trägt eine barocke Haube mit Laterne.
Die Dreikonchenanlage hat ein zweijochiges Langhaus, wohl unter Verwendung der Mauern der Vorgängerkirche, die Vierung ist fast quadratisch, seitlich schließen Halbkreis-Apsiden an. Der einjochige Chor hat eine Halbkreis-Apsis. Die Kirche hat Kreuzgratgewölbe auf Gurten auf flachen Wandpilastern mit Gesimskapitellen, die Konchen haben Gurtbänder. Die dreiachsige Westempore mit einer Holzbrüstung ist kreuzunterwölbt.
Die Glasmalereien entstanden 1909 und 1915.

## Einrichtung
Der Hochaltar entstand um die Mitte des 18. Jahrhunderts, der Altartisch ist vorgeschoben. Im Chor gibt es die barocken Statuen Immaculata und Johann Nepomuk.
Der linke Seitenaltar hl. Anna um die Mitte des 18. Jahrhunderts zeigt ein Bild von Philipp Carl Laubmann 1745 mit deutlichen Anklängen an Weissenkirchner. Der rechte Seitenaltar und die Kanzel entstanden zeitgleich.
Die Orgel baute Josef Krainz 1838.